# Erwinia
Erwinia là tên của một chi vi khuẩn thuộc họ Enterobacteriaceae. Hầu hết các loài trong chi này đều gây bệnh trên thực vật và được đặc tên bởi nhà nghiên cứu bệnh học nổi tiếng tên là Erwin Frink Smith. Chúng là loài vi khuẩn gam âm có mối liên hệ với Escherichia coli, Shigella, Salmonella và Yersinia. Hình dạng của chúng là hình que.
Nhiều loài của chi này tác động đến những loài cây gỗ. Một loài nổi tiếng nhất là Erwinia amylovora, gây bệnh cháy lá trên những cây táo, lê và cây hoa hồng. Còn E. tracheiphila thì làm cho các loài cây thuộc họ bầu bí héo rũ.
Hai loài E. aphidocola và E. persicina thì được quan sát là xuất hiện nhóm các loài vi khuẩn ở mật hoa của 7 loài hoa lan khác nhau. Ngoài ra, E. aphidicola còn cho thấy đặc trung của bệnh mà nó gây ra khi làm cho vụ mùa đậu của Tây Ban Nha vào cuối năm 2003 bị thiệt hại lên đến 50%.
Erwinia rhapontici còn có thể được nhận dạng là loài gây bệnh cho cây trồng khi có phát tán sắc tố có màu hồng trong đường mía và tạo ra một thế hệ tiếp theo cũng có màu hồng bên trong vật chủ. Ngoài ra nó còn là loài gây bệnh thông qua vết thương. Có thể có khả năng chúng xâm nhập vào vỏ đậu Hà Lan còn non thông qua vết thương và làm nhiễm độc những cái hạt bên trong nó khiến cho là bị méo mó.

## Loài
Hiện tại, chi Erwinia thì có 20 loài:
- Erwinia amylovora
- Erwinia aphidicola
- Erwinia billingiae
- Erwinia endophytica
- Erwinia gerundensis[7]
- Erwinia iniecta[6]
- Erwinia mallotivora
- Erwinia oleae[6]
- Erwinia papayae
- Erwinia persicina
- Erwinia piriflorinigrans[6]
- Erwinia psidii
- Erwinia pyrifoliae
- Erwinia rhapontici
- Erwinia tasmaniensis[6]
- Erwinia teleogrylli
- Erwinia toletana
- Erwinia tracheiphila
- Erwinia typographi[6]
- Erwinia uzenensis[6]